# Copa da Escócia de 1959–60
A Copa da Escócia de 1959-60 foi a 75º edição do torneio mais antigo do futebol da Escócia. O campeão foi o Rangers F.C., que conquistou seu 15º título na história da competição ao vencer a final contra o Kilmarnock F.C., pelo placar de 2 a 0.

## Premiação
| Copa da Escócia de 1959-60        |
| Escócia                           |
| --------------------------------- |
| Rangers F.C. Campeão (15º título) |